# Iodessigsäureethylester
Ethyliodacetat ist eine chemische Verbindung aus der Gruppe der Derivate von Essigsäureethylester.

## Gewinnung und Darstellung
Ethyliodacetat kann durch Veresterung von Iodessigsäure mit Ethanol oder Reaktion von Kaliumiodid mit Ethylchloracetat oder Ethylbromacetat gewonnen werden.

## Eigenschaften
Ethyliodacetat ist eine farblose, als industrielles Produkt dunkelbraune Flüssigkeit. Es reagiert mit  Thiolgruppen (R–SH) und hemmt somit fast alle Enzyme.

## Verwendung
Ethyliodacetat wird gelegentlich als Startmaterial für organische Synthesen verwendet. Im Ersten Weltkrieg wurde es als Reizstoff eingesetzt, zuerst durch Großbritannien in der Schlacht bei Loos im September 1915.